# وريد تحت محجري
الوريد تحت المحجري ينشأ في الوجه من اتحاد عدة روافد وريدية. يمر إلى الخلف مصحوبا بالشريان تحت المحجري والعصب تحت المحجري عبر الثقب تحت المحجري والقناة تحت المحجرية والأخدود تحت المحجري. وهو يصرف الدم عبر الشق السفلي للمحجر إلى الشبكة المتحابكة الوريدية الجناحية. وهو يتلقى روافد وريدية من التراكيب التي تتوضع قريبا من أرضية محجر العين ويتصل بالوريد العيني السفلي.